# Massimo Cunegatti
Massimo Cunegatti (Valdagno, 2 ottobre 1971) è un ex hockeista su pista italiano.

## Caratteristiche tecniche
Si distingue nel suo ruolo per il gioco estremamente reattivo fra i pali. È considerato uno dei giocatori più forti a livello mondiale, e si inserisce fra i portieri italiani maggiormente rappresentativi, assieme a colleghi storici quali Angelo Grassi, Enzo Mari, "Checco" Fontana ed Alessandro Cupisti.

## Carriera

### Club
Si avvicina alle rotelle all'età di 7 anni, tesserandosi presso la società cittadina Hockey Marzotto Valdagno. Qui militerà in tutte le categorie giovanili, avvicinandosi al ruolo di portiere, seppure inizialmente a lui non molto gradito. Nel 1985, all'età di 14 anni vince il primo Campionato italiano in categoria "Primavera", ripetendosi la stagione successiva nella medesima categoria. Approdato in categoria "Juniores", viene regolarmente convocato anche in prima squadra, maturando dal punto di vista tecnico. Terminata la trafila delle giovanili, partecipa al suo primo campionato di Serie A1 da professionista nella società vicentina, rivelandosi una promessa nella stagione 1990-1991: ciò gli vale l'attenzione dell'Hockey Novara, società nella quale si trasferirà a partire dall'autunno del 1991. Il giovane Cunegatti non tradisce le aspettative della società piemontese: nei dieci anni di permanenza in maglia azzurro-scudata conquisterà nove scudetti ed altrettante Coppe Italia ed assieme a compagni di squadra importanti come i fratelli Massimo ed Enrico Mariotti, Roberto Crudeli, Enrico Bernardini e Francesco Amato si imporrà nella scena internazionale vincendo due coppe CERS.
Successivamente, la compagine fu rinforzata da giocatori quali Dario Rigo ed i gemelli Alberto ed Alessandro Michielon. Dopo la conquista della "terza stella", ovvero il trentesimo scudetto dell'Hockey Novara (stagione 2000-2001), la società, seppur continuando a vincere nei due anni successivi, attraversò un periodo di crisi che la portò a doversi separare dei giocatori più esperti: nell'autunno del 2002 l'atleta ritorna in Veneto, nelle file dell'Hockey Bassano. Qui Massimo continua ad aggiudicarsi trofei, continuando la striscia di "miglior portiere italiano" consecutiva incominciata nelle ultime due stagioni novaresi. Nella stagione 2003-2004, assieme a compagni fondamentali quali Dario Rigo ed Alberto Orlandi, realizzerà uno storico "double", mai realizzato prima nella storia bassanese. Nel 2006 vince il Mondiale per club e viene premiato come "miglior portiere del mondo". La stagione successiva, si classifica vicecampione in Eurolega. Il secondo scudetto giallorosso arriverà nella stagione 2008-2009, intervallando le due Supercoppe italiane del 2007 e 2010. Nel 2011, nonostante gli ormai quarant'anni d'età, è ancora in ottima forma, e conquista un ulteriore titolo di "miglior portiere italiano" e, nel 2012, nuovamente la Coppa CERS. Sempre nel 2012 raggiunge il secondo posto in Coppa Italia, e nella stagione successiva è vicecampione in Coppa Continentale. La sua permanenza in maglia giallorossa si conclude alla fine della stagione 2013-2014, dopo 12 anni ricchi di vittorie. Per la stagione 2014-2015 l'atleta viene ingaggiato dal Valdagno, squadra con la quale esordì in Serie A1 24 anni prima. Qui chiuderà la carriera nel 2018.

### Nazionale
L'atleta vicentino esordisce in Nazionale nella categoria "Juniores", dove conquisterà due titoli europei, nel 1988 e nel 1990. Sempre nel 1990 debutta in Nazionale maggiore all'Europeo giocato a Lodi, dove l'Italia conquisterà la medaglia d'oro. Partecipa ai successivi impegni internazionali conseguendo diversi secondi e terzi posti, arrivando nel 1997 a conquistare il titolo di Campione del mondo, sconfiggendo in finale la fortissima Nazionale dell'Argentina con un netto 5 a 0; è proprio in onore a quella partita, ritenuta da Cunegatti la migliore da lui disputata, che scelse il 50 come numero di maglia. Si ritira dall'attività Nazionale nel 2004, dopo l'Europeo disputato a La Roche-sur-Yon in cui l'Italia ottenne la medaglia d'argento.

## Vita privata
Massimo è sposato con Stefania, dalla quale ha avuto due figli. Fra i suoi hobbies annovera la pesca, il calcio e lo shopping.
È inoltre un amante del fai-da-te e del ciclismo.

## Palmarès

### Giocatore

#### Club

##### Competizioni nazionali
- Campionato italiano: 11

Novara: 1992-1993, 1993-1994, 1994-1995, 1996-1997, 1997-1998, 1998-1999, 1999-2000, 2000-2001, 2001-2002
Bassano: 2003-2004, 2008-2009
- Coppa Italia: 11

Novara: 1992-1993, 1993-1994, 1994-1995, 1995-1996, 1996-1997, 1997-1998, 1998-1999, 1999-2000, 2000-2001, 2001-2002
Bassano: 2003-2004
- Coppa di Lega: 3

Novara: 1998-1999, 1999-2000, 2000-2001
- Supercoppa italiana: 2

Bassano: 2007, 2009

##### Competizioni internazionali
- Coppa CERS/WSE: 3

Novara: 1991-1992, 1992-1993
Bassano: 2011-2012
- Coppa del Mondo per club: 1

Bassano: 2006

#### Nazionale
- Campionato mondiale: 1

Wuppertal 1997
- Campionato europeo: 1

Lodi 1990

#### Individuale
- Targa LNH miglior portiere di serie A1: 8

1993-1994, 2000-2001, 2001-2002, 2002-2003, 2003-2004, 2004-2005, 2005-2006, 2007-2008